# ストラスドゥーン・ディンゴ・キラー
ストラスドゥーン・ディンゴ・キラー（英：Strathdoon Dingo Killer）は、オーストラリアのニューサウスウェールズ州原産の犬種である。19世紀末から20世紀初頭にかけて、ニューサウスウェールズ州ブラックタウンにあるストラスドゥーン犬舎において、M. セシル・デービース（M. Cecil Davies）がディンゴを退治する目的で、ディアハウンドとアイリッシュ・ウルフハウンドを掛け合わせて作出した。